# ماريا كازاكوفا
ماريا إيفجينييفنا كازاكوفا (بالروسية: Мария Евгеньевна Казакова)‏ (بالجورجية: მარია ევგენიევნა კაზაკოვა) هي راقصة روسية جورجية. ولدت في 15 يوليو 2001 في موسكو، روسيا.

## روابط خارجية
- ماريا كازاكوفا على موقع الاتحاد الدولي للتزلج (الإنجليزية)
- ماريا كازاكوفا على موقع الاتحاد الدولي للتزلج (الإنجليزية)
- ماريا كازاكوفا على موقع اللجنة الأولمبية الدولية (الإنجليزية)
- ماريا كازاكوفا على موقع أوليمبيديا (الإنجليزية)